# Portugal Air Summit
Portugal Air Summit é um evento dedicado à indústria aeronáutica em todos as suas vertentes. Com o objectivo de promover o sector aeronáutico, o Portugal Air Summit apresenta conferências que versam sobre temas prementes do sector da aviação tripulada e não tripulada, área de expositores, Airshow, entre outros sideacts.
Tendo tido a sua primeira edição entre 24 e 27 de Maio de 2017 no aeródromo de Ponto de Sor, esta cimeira assumiu-se logo no primeiro ano como um sucesso.
Desta forma, a segunda edição, que decorreu nos dias 24 a 27 de Maio de 2018 no mesmo aeródromo e teve como tema central a "sustentabilidade", apresentou um espaço de implementação de 10.000 m2, a segunda maior tenda do mundo - com cerca de 270m de comprimento -, cerca de 80 oradores, mais de 100 expositores e muitas novidades
Este ano, numa vertente mais lúdica, foi possível assistir ao Air Race Championship, uma corrida única no mundo. A ARC, corrida de aviões, inspirada nas famosas Reno Air Races, conta com 8 aviões a correr em simultâneo pilotados pela elite mundial de pilotos, num circuito elíptico lado a lado nos céus do aeródromo de Ponte de Sor. 
O circuito, marcado por pylons de 25 metros de altura, recebeu uma corrida a baixa altitude, permitindo ao público sentir o rugir dos motores em total segurança. A adrenalina atingiu picos máximos com manobras que chegam aos 10Gs de força, em velocidades de voo a atingir os 400 quilómetros por hora. Em prova estiveram duas classes e uma demo da classe Extreme: Vintage e Sport. Na classe Vintage estarão oito aeronaves soviéticas Yak-52 (Як-52), a Classe Sport incluirá aeronaves RV-6, -7 e -8 de toda a Europa , equipadas com motores de +200 hp, atingindo velocidades acima dos 370 km/h. A demo da classe Extreme surpreenderá toda a audiência com várias passagens de aviões Extra 330s, Cap231 e PITTS S2B numa chicane. 

Foi também no Portugal Air Summit 2018 que a equipa britânica Aerosparx tentou – e conseguiu – bater o recorde mundial de “rolls on toe” num planador. Depois de já ter deliciado os presentes com um incrível espetáculo noturno , onde a pirotecnia aliada à acrobacia aérea deixou meio mundo de queixo caído, Guy Westgate, rebocado por Rob Barsby, concretizou cerca de 100 voltas consecutivas, batendo o seu próprio recorde anterior, de 30 voltas.
O Portugal Air Summit é organizado pela empresa TheRace em parceria com o Município de Ponte de Sor.

1. ↑  https://24.sapo.pt/noticias/nacional/artigo/portugal-air-summit-arranca-quinta-feira-em-ponte-de-sor-com-mais-de-50-oradores_24224880.html